# Елџин (Аризона)
Елџин (енгл. Elgin) насељено је место без административног статуса у америчкој савезној држави Аризона.

## Демографија
По попису из 2010. године број становника је 161, што је 148 (-47,9%) становника мање него 2000. године.
| Група             | 2000.       | 2010.       |
| Белци             | 256 (82,8%) | 133 (82,6%) |
| Афроамериканци    | 0 (0,0%)    | 2 (1,2%)    |
| Азијати           | 0 (0,0%)    | 2 (1,2%)    |
| Хиспаноамериканци | 42 (13,6%)  | 23 (14,3%)  |
| Укупно            | 309         | 161         |